# Claes Henning
Claes Henning Henning (ursprungligen Andersson), född 18 juni 1859 i Södertälje, död 25 oktober 1941 på Höstsol i Täby, var en svensk opera- och operettsångare, tenor.
Claes Henning hade 1884–1886 engagemang vid Luttemanska kvartetten, som företog konsertresor runt om i Europa. Efter sångstudier för Oscar Lejdström debuterade han på Kungliga teatern 1887 som Max i Friskytten. Henning var 1888–1889 anställd hos Wilhelm Rydberg, 1890–1891 och 1895–1896 vid Svenska teatern i Helsingfors, 1891–1893 hos August Lindberg vid Stora teatern i Göteborg, 1893–1895 hos Albert Ranft, 1896–1899 hos Hjalmar Selander och 1899–1904 vid Ranfts operettscener i Stockholm och Göteborg. Utrustad med en kraftfull stämma visade sig Henning även sceniskt vuxen vitt skilda roller. Bland dessa märks främst Fernando i Leonora, Faust i Gounods pjäs med samma namn, Lorenzo i Fra Diavolo, Dickson i Vita frun, Conrad i Hans Heiling, Don Juliano i Svarta dominon, Zephoris i Konung för en dag, Tonio i Regementets dotter och Orfeus i Orfeus i underjorden.